# Stanisław Mastalerz

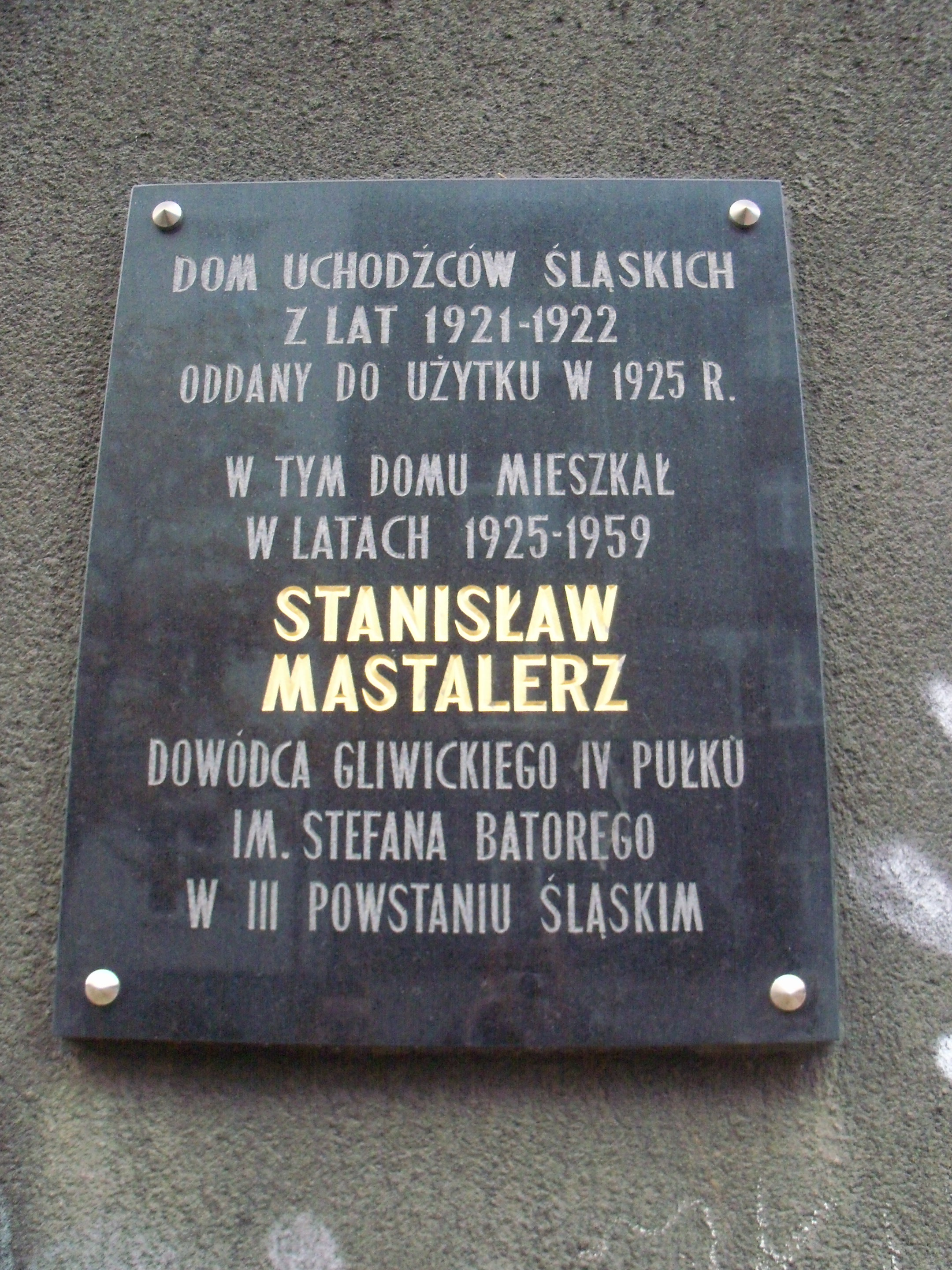
tablica pamiątkowa, poświęcona Stanisławowi Mastalerzowi, znajdująca się na fasadzie budynku przy ul. Józefa Poniatowskiego 16 w Katowicach

Stanisław Mastalerz, ps. Karol Gorczek, Wiktor Gans (ur. 7 maja 1895 w Szarleju, zm. 6 listopada 1959 w Katowicach) – kapitan piechoty Wojska Polskiego, działacz niepodległościowy, kawaler Orderu Virtuti Militari, uczestnik powstań śląskich.

## Życiorys
Urodził się 7 maja 1895 w Szarleju (obecnie dzielnica Piekar Śląskich), w rodzinie Wiktora i Józefy z Michalaków. Od 1908 r. pracował w kopalni „Helena” w Piekarach, gdzie wstąpił do Związku Wzajemnej Pomocy i Zjednoczenia Zawodowego Polskiego. Podczas I wojny światowej służył w armii pruskiej na froncie zachodnim. W 1916 roku został ciężko ranny w trakcie bitwy nad Sommą i w 1917 roku odesłany do Gliwic. Tutaj pracował w zakładach zbrojeniowych. W pierwszym powstaniu śląskim nie uczestniczył, w drugim pełnił funkcję komendanta Polskiej Organizacji Wojskowej Górnego Śląska i centrali Wychowania Fizycznego, a w trzecim powstaniu był już dowódcą 4 Gliwicko-Toszeckiego Pułku Piechoty im. Stefana Batorego.
Po powstaniach służył w 2 pułku piechoty Legionów w Krakowie, a jednocześnie odbywał kurs oficerski. W 1922 r. wrócił do Katowic jako, że jego rodzinne strony pozostały w granicach Niemiec. Zwolniony do rezerwy w 1924 roku. Czynny w organizacjach kombatanckich, członek redakcji pisma „Polak” (1924–1925) i „Polska Zachodnia” (1926–1928). W latach 1934–1939 pracował w zawodowej straży pożarnej, jednocześnie od 1934 roku etatowy sekretarz generalny Związku Powstańców Śląskich.
Zweryfikowany w stopniu porucznika ze starszeństwem z dniem 1 czerwca 1920 roku w korpusie oficerów piechoty. W 1934 roku, jako oficer pospolitego ruszenia piechoty, pozostawał w ewidencji Powiatowej Komendy Uzupełnień Katowice. Posiadał przydział do Oficerskiej Kadry Okręgowej Nr V. Był wówczas „przewidziany do użycia w czasie wojny”.
W 1939 roku zmobilizowany, oficer w sztabie 23 Dywizji Piechoty. Od 1940 roku w PSZ na Zachodzie. W latach 1943−1945 członek Towarzystwa Kooperatystów Polskich. W 1944 roku ukończył w Anglii, w Manchesterze kurs dla oficerów wojsk sprzymierzonych, w 1945 przeszedł przeszkolenie w Chartres we Francji, po czym objął obowiązki oficera łącznikowego przy Naczelnym Dowództwie Wojsk Sprzymierzonych w Ludwigsburgu, pomagając rodakom przebywającym w obozach w Niemczech. Wrócił do Polski w stopniu kapitana piechoty rezerwy i został zarejestrowany w jednej z rejonowych komend uzupełnień.
Miłośnik sportu, a zwłaszcza piłki nożnej, w 1919 roku gliwickiej gazecie „Sztandar Polski” opublikował pierwsze polskie przepisy gry w piłkę nożną. Od 1909 działacz, a potem naczelnik Towarzystwa Gimnastycznego „Sokół” w Gliwicach. Od 2008 roku w Piekarach Śląskich odbywa się Międzynarodowy Turniej Halowej Piłki Nożnej o Puchar im. Stanisława Mastalerza. Jego imię nosi również Zespół Szkół nr 7 w Katowicach. Dał pomysł usypania Kopca Wyzwolenia. Został pochowany na cmentarzu garnizonowym w Katowicach.
W 1919 ożenił się z Franciszką Złotosiówną, dzieci nie miał.

## Ordery i odznaczenia
- Krzyż Srebrny Orderu Wojskowego Virtuti Militari nr 7854[1]
- Krzyż Komandorski Orderu Odrodzenia Polski
- Krzyż Niepodległości – 6 czerwca 1931 „za pracę w dziele odzyskania niepodległości”[8][9][10]
- Krzyż Walecznych[11]
- Krzyż na Śląskiej Wstędze Waleczności i Zasługi[11]
- Odznaka pamiątkowa Polskiej Organizacji Wojskowej[11]
- Gwiazda Górnośląska[11]